# Бахмутов, Сергей Иванович
Сергей Иванович Бахмутов (укр. Сергій Іванович Бахмутов; род. 1947) — советский и украинский спортсмен и тренер; Заслуженный тренер Украины (2001).

## Биография
Родился 8 июля 1947 года в Ставрополе.
Первые шаги в спорте начал со спортивной гимнастики. В 13 лет решил попробовать себя в боксе, был победителем городских первенств.
Отслужил в Советской армии. Окончил Киевский институт физической культуры (ныне Национальный университет физического воспитания и спорта Украины). В 1969 году начал тренерскую работу. В 1970—1989 годах являлся тренером спортивного общества «Водник» в Жданове (ныне Мариуполь). С 1990 года был директором спортивной школы бокса «Лидер» Мариупольского торгового порта.
Подготовил известных боксеров — чемпионов и призеров многих соревнований. В 1994 году два воспитанника Бахмутова — Владимир Попов и Владимир Морозов (впоследствии тоже стал тренером, умер в 2016 году) завоевали пояса чемпионов Европы по кикбоксингу среди профессионалов. В 1996 году его ученик — боксёр Александр Гуров стал чемпионом Европы и мира по боксу среди профессионалов.
Женат, имеет сына Сергей и дочь Анну.

## Ссылки

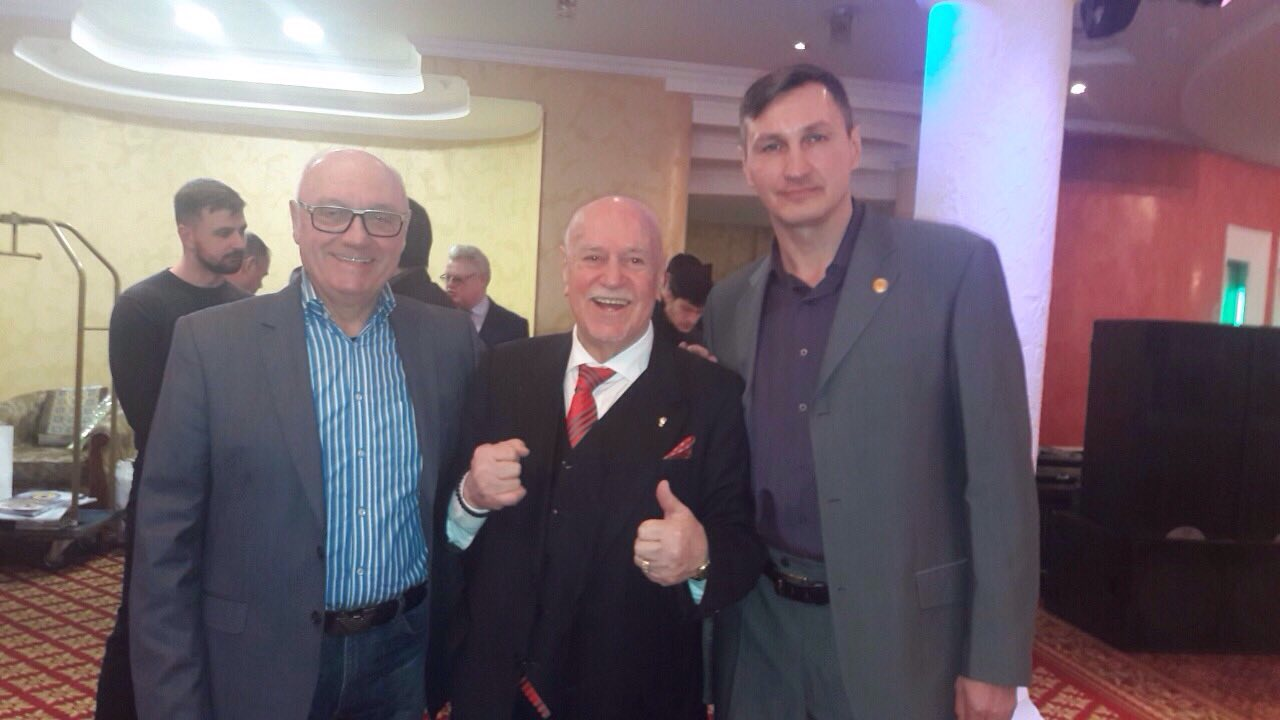
25-летие национальной лиги профессионального бокса в Украине.